# تپه گور قاداغی
تپه گور قاداغی مربوط به دوره اشکانیان دوره ساسانیان است و در شهرستان میانه، بخش کاغذکنان، دهستان قافلانکوه شرقی، ۴۰۰ متری شرق روستای گل تپه حسن‌آباد واقع شده و این اثر در تاریخ ۲۷ اسفند ۱۳۸۷ با شمارهٔ ثبت ۲۶۳۹۱ به‌عنوان یکی از آثار ملی ایران به ثبت رسیده است.